# Prosonoma viridis
Prosonoma viridis är en insektsart som beskrevs av Victor Lallemand 1942. Prosonoma viridis ingår i släktet Prosonoma och familjen sköldstritar. Inga underarter finns listade i Catalogue of Life.